# Влахица (Харгита)
Влахица (рум. Vlăhiţa) насеље је у Румунији у округу Харгита у општини Влахица. Oпштина се налази на надморској висини од 853 m.

## Становништво
Према подацима из 2002. године у насељу је живело 6824 становника.

### Попис2002.
| Расподела становништва по националности 2002.‍ | Расподела становништва по националности 2002.‍ | Расподела становништва по националности 2002.‍ | Расподела становништва по националности 2002.‍ | Расподела становништва по националности 2002.‍ |
| --------------------------------------------- | --------------------------------------------- | --------------------------------------------- | --------------------------------------------- | --------------------------------------------- |
|                                               |                                               |                                               |                                               |                                               |
| Румуни                                        | Румуни                                        |                                               | 73                                            | 1,1%                                          |
| Мађари                                        | Мађари                                        |                                               | 6.748                                         | 98,9%                                         |